# Alphaeus Philemon Cole
Alphaeus Philemon Cole (Jersey City, 12 luglio 1876 – New York, 25 novembre 1988) è stato un pittore, incisore e supercentenario statunitense.
Era il figlio di Timothy Cole. Al momento della sua morte, a 112 anni e 136 giorni, era l'uomo vivente più anziano del mondo.

## Biografia

### Studi
Cole studiò arte prima con Isaac Craig, in Italia, poi a Parigi dal 1892 al 1901 con Jean-Paul Laurens e Jean-Joseph-Benjamin Constant all'Academie Julian, in seguito presso l'Ecole des Beaux Arts. A metà degli anni 1890, iniziò a produrre molte opere, soprattutto diverse nature morte e ritratti. La sua pittura di Dante fu esposta nel 1900 al Salon di Parigi.

### Dopo gli studi
Cole si trasferì in Inghilterra e sposò la scultrice Margaret Ward Walmsley nel 1903. Inizio a lavorare nei campi delle incisioni sul legno o sull'acciaio ma queste opere sono state vendute meno dei suoi ritratti. Egli contribuì a diversi disegni dell'Encyclopædia Britannica. Si trasferì ancora una volta, negli Stati Uniti, nel 1911. Nel 1918 diventò membro del Salmagundi Club.
Dal 1924 al 1931, insegnò alle classi della Cooper Union, venne eletto alla National Academy of Design nel 1930 e presidente della New York Water Color Club dal 1931 al 1941. Nel 1940, Cole lavorò come giudice di dipinti presso la Max Pochapin Manhattan's Hall of Art, una galleria d'arte, che era un'idea rivoluzionaria per l'epoca. Dal 1952 al 1953 fu presidente della Allied Artists of America. La sua prima moglie morì nel 1961 e Cole si risposò con Anita Rio, una cantante e vedova del pittore Eugenio Higgins, nel 1962 che morì, invece, nel 1973.
Cole dipinse fino ai 103 anni.

### Morte
È morto il 25 novembre 1988 al Chelsea Hotel di New York, dove aveva vissuto per 35 anni.
I lavori di Cole sono nelle collezioni permanenti della National Portrait Gallery di Londra e al Brooklyn Museum, e i suoi documenti sono depositati presso la Smithsonian Institution.
Anche se non riconosciuto, in vita, Cole fu l'uomo vivente più longevo per più di un anno, dal 5 gennaio 1987 fino alla sua morte. Quando morì all'età di 112 anni e 136 giorni, Cole era l'artista più longevo di tutti i tempi.
I prezzi per le opere di Cole ora raggiungono 5000 $ o più.